# Wolfdietrich
Wolfdietrich ist Titel und Hauptfigur einer mittelalterlichen Sage, die um ca. 1250 von einem unbekannten Autor in Versform gefasst wurde.

## Sage
Die Wolfdietrich-Sage erzählt, wie Wolfdietrich als Sohn Hugdietrichs, König von Konstantinopel, geboren wird, wie ihm sein zustehendes Erbe von seinen Brüdern abgesprochen wird, weil er angeblich ein Bastard (Kebskind) ist, und wie er, nachdem er der Belagerung der Burg des zu ihm stehenden Herzogs Berchtung als einziger hat entkommen können, nach vielen Abenteuern das Lampartenland (Lombardei) erreicht. Dort kann er die Krone gewinnen, indem er den Drachen tötet, dem König Ortnit erlegen ist. Mit Unterstützung der Ritter des Lampartenlandes kann er die ihm treu gebliebenen Söhne Berchtungs befreien und die Herrschaft über Konstantinopel wiedererlangen.
Wichtige Motive in dieser Erzählung sind, neben dem Drachenkampf, die Treue von Berchtung und dessen Söhnen, im Gegensatz dazu der böse Ratgeber und intrigierende Höfling Sabene, weiterhin das Versprechen Wolfdietrichs, keine Frau zu nehmen, bevor er seine Gefolgsleute nicht befreit habe, der Ring Ortnits, den Wolfdietrich in den Weinkelch gleiten lässt und an dem die Lampartenkönigin ihn als Rächer Ortnits, der den Drachen besiegt hat, erkennt, und auch die Drachenzungen, die Wolfdietrich dem Drachen und seinen Jungen herausschneidet, so dass der betrügerische Herzog Wildung, der den bereits toten Drachen die Köpfe abschneidet, um sich als Held und berechtigter Thronfolger präsentieren zu können, leicht entlarvt werden kann.

## Historische Grundlage
Historische Grundlage sind laut Hermann Schneider die Streitigkeiten zwischen den Söhnen Chlodwig I. des Großen, des ersten christlichen Merowingerkönigs. Dessen Nachfolger Theuderich I. könnte ein Vorbild für die Wolfdietrich-Figur gewesen sein. Dafür spricht, dass Chlodwig von dem Chronisten Widukind von Corvey auch Huga genannt wurde, woraus dann die Dichter später Hugdietrich machten. Der Name des getreuen Berchtung enthält das bei den Franken häufig verwendete berht (glänzend).
Laut Nils Lukman ist dagegen die Gestalt des Wolfdietrich direkt auf Theoderich beziehungsweise Dietrich von Bern zurückzuführen. Er knüpft damit an die seit Wilhelm Grimm diskutierte These einer Dietrich-Dublette an. In der Prosaform der Dietrichsage, der Thidreksaga, werden Teile der Wolfdietrich-Saga ja auch in die Biographie des Dietrich von Bern integriert. Der Name des verräterischen Ratgebers Sabene erinnert zudem an Sabinianus, den ostgotischen Gegner Theoderichs.
Joachim Heinzle, der in der Wolfdietrich-Überlieferung eine „eigenständige Saga“ sieht, „deren Ursprünge nicht in der gotischen, sondern in der fränkischen Geschichte zu suchen sind“, betrachtet dagegen die offenkundigen Gemeinsamkeiten als Gemeinsamkeiten des Typs, die sich durch die Namensidentität im Laufe der Zeit verstärkt hätten.

## Fassungen
Die Wolfdietrich-Sage ist in vier Fassungen (Wolfdietrich A, B, C und D) im Hildebrandston mit unterschiedlichem Inhalt und Vollständigkeit erhalten. 
In Fassung A findet sich die von Auguste Lechner verarbeitete Szene, bei der Berchtung den Knaben Wolfdietrich als Teufelsspross aussetzen soll – doch er muss beobachten, dass selbst hungrigste Wölfe ihn unberührt lassen, worauf er dem jungen Herrn den Treueschwur leistet. 
Fassung B zeichnet sich vor allem dadurch aus, dass es das Vorspiel zwischen den Eltern Wolfdietrichs, Hugdietrich und Hildburg dem eigentlichen Epos voranschickt. Hierbei verkleidet sich Hugdietrich in Frauenkleider. Die Eltern müssen Wolfdietrich in der Not aussetzen, er wird aber später von seinem Großvater in einem Wolfsnest gefunden, und dieser bringt ihn den Eltern zurück. Außerdem begegnen sich in dieser Fassung Wolfdietrich und Ortnit noch persönlich, der Tod Ortnits ist also in die Geschichte integriert. Das Abenteuer mit der Wilden Frau, Rauhe Else wird ausgedehnt, das Abenteuerhafte der Geschichte nimmt zu.  
Fassung C verändert die Jugendgeschichte Wolfdietrichs völlig, indem er hier Sohn des Königs Tripel von Athen ist. Am Schluss geht Wolfdietrich ins Kloster, ergreift aber dort noch einmal das Schwert, um einen großen Sieg über die Heiden zu erringen.
Wolfdietrich D (Der große Wolfdietrich) fasst die ersten 500 Strophen von Wolfdietrich B und fast die ganze Handschrift C und vermutlich noch eine andere verlorengegangene – B ähnliche – Handschrift zusammen. Allerdings fehlt hier die Jugendgeschichte, und Meerweibabenteuer wie Ortnitsage sind vergleichsweise hastig dargestellt. Doch Wolfdietrich D ist die Fassung, die über das gedruckte Heldenbuch so populär wurde, dass sogar eine Bühnenfassung entstand.